# Doorschieten

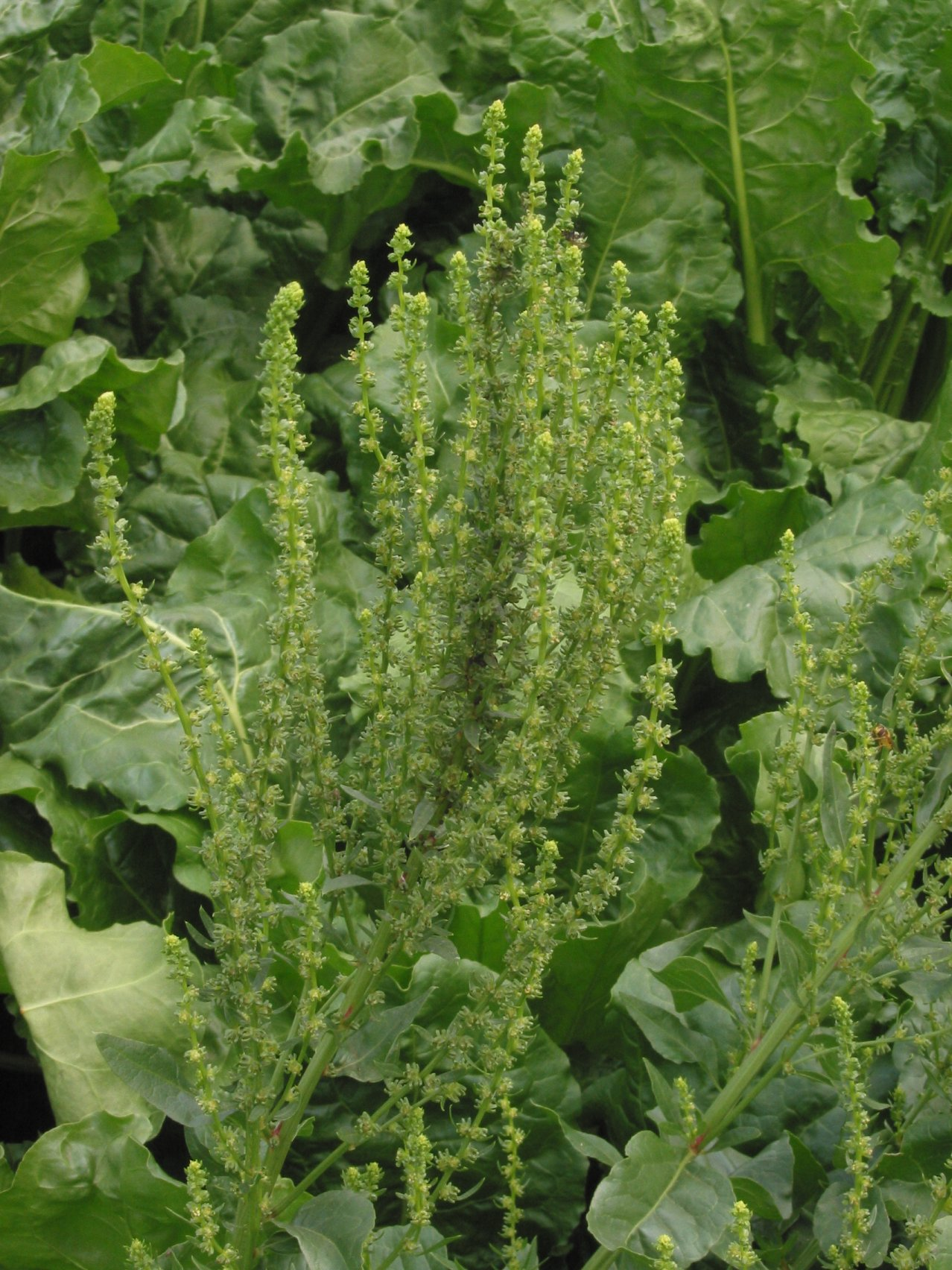
Doorgeschoten suikerbiet

Doorschieten is het produceren van een bloemstengel bij een plant. In de vrije natuur is het een natuurlijk verschijnsel. Bij permacultuur zaait een plant zichzelf gemakkelijk uit wanneer men deze laat doorschieten en tot bloei laat komen; bij land- en tuinbouw is het veelal ongewenst.
De oorzaak van doorschieten kan verschillend zijn en hangt van het gewas af. Vaak is de oorzaak een groeistagnatie door een koude- of droogteperiode, waardoor de plant niet oogstrijp wordt. Ook de daglengte kan een rol spelen. Er zijn kortedag-, langedag- en daglengte-onafhankelijke planten. De chrysant is bijvoorbeeld een korte-dag plant en gaat alleen bloeien als het aantal lichturen lager is dan een bepaalde waarde. Wanneer bloei in de zomermaanden gewenst is wordt het gewas gedurende een deel van de dag in het duister gezet.
Bij te vroeg zaaien kan door koude omstandigheden vernalisatie optreden, zoals bij suikerbieten en verschillende groenten. Veel groentegewassen worden daarom warm opgekweekt, waardoor vernalisatie uitblijft. Witlof kan pas rond half mei uitgezaaid worden, omdat anders de planten kunnen gaan doorschieten.
Andijvie en sla die na de langste dag (21 juni) gezaaid worden, schieten in hetzelfde jaar niet meer door. Bij vroeger zaaien gaan de planten na een bepaald, vast aantal groeidagen doorschieten, dus is een snelle groei belangrijk.